# Каукис, Тыну
Тыну Каукис (эст. Tõnu Kaukis; род. 27 марта 1956, Таллин) — советский эстонский легкоатлет, специалист по многоборьям. Выступал на всесоюзном уровне во второй половине 1970-х — первой половине 1980-х годов, многократный победитель и призёр первенств Эстонской ССР. Впоследствии — успешный тренер по лёгкой атлетике.

## Биография
Тыну Каукис родился 27 марта 1956 года в Таллине.
Учился в Таллинской средней школе в Кристийне, которую окончил в 1974 году, затем поступил на факультет физического воспитания Таллинского педагогического института — окончил его в 1978 году.
Занимался лёгкой атлетикой в таллинском добровольном спортивном обществе «Калев», проходил подготовку под руководством заслуженного тренера СССР Александра Александровича Чикина.
Во второй половине 1970-х — первой половине 1980-х годов входил в число сильнейших эстонских легкоатлетов, в частности десять раз становился чемпионом Эстонской ССР в индивидуальных легкоатлетических дисциплинах: пять раз в беге на 110 метров с барьерами, трижды в прыжках в длину и дважды в десятиборье. Также имеет в послужном списке три серебряные и одну бронзовую награды эстонских республиканских первенств. Четыре раза побеждал на чемпионате Эстонии в эстафете. Дважды устанавливал рекорд Эстонии в десятиборье: 8086 (1978) и 8141 (1980).
Наивысшего успеха на международном уровне добился в сезоне 1979 года, когда вошёл в состав советской национальной сборной и побывал на крупном международном турнире Hypo-Meeting в Австрии, откуда привёз награду серебряного достоинства, выигранную в десятиборье — с результатом в 7878 очков уступил здесь только французу Тьерри Дюбуа.
После завершения спортивной карьеры с 1986 года работал тренером по лёгкой атлетике, подготовил ряд титулованных эстонских многоборцев, в их числе Индрек Тури, Мадис Каллас, Тармо Риитмуру, Майкель Уйбо, Карл Роберт Салури и др. За выдающиеся достижения на тренерском поприще в 2016 году удостоен премии Эстонского культурного фонда.